# Gällivare Malmberget
O Gällivare Malmberget, ou simplesmente Gällivare Malmberget, é um clube de futebol da Suécia fundado em 1964. Sua sede fica localizada em Gällivare.